# Prisión de Myingyan
La Prisión de Myingyan en el distrito de Myingyan que fue conocida como el centro de detención más tristemente célebre entre los presos políticos de Birmania por sus atrocidades desde principios de 1990 a octubre de 1999, cuando se le concedió al Comité Internacional de la Cruz Roja (CICR) un acceso a la prisión. Antes de la visita de la CICR, varios presos políticos perdieron la vida debido al hambre y la tortura. Actualmente, un número de presos políticos, entre ellos los ex oficiales militares de inteligencia siguen cumpliendo largas penas de prisión y sólo tres presos políticos de la prisión fueron puestos en libertad el 17 de abril de 2011, cuando el nuevo gobierno concedió una amnistía y redujo las penas de cárcel en un año. 